# Jusepe Leonardo

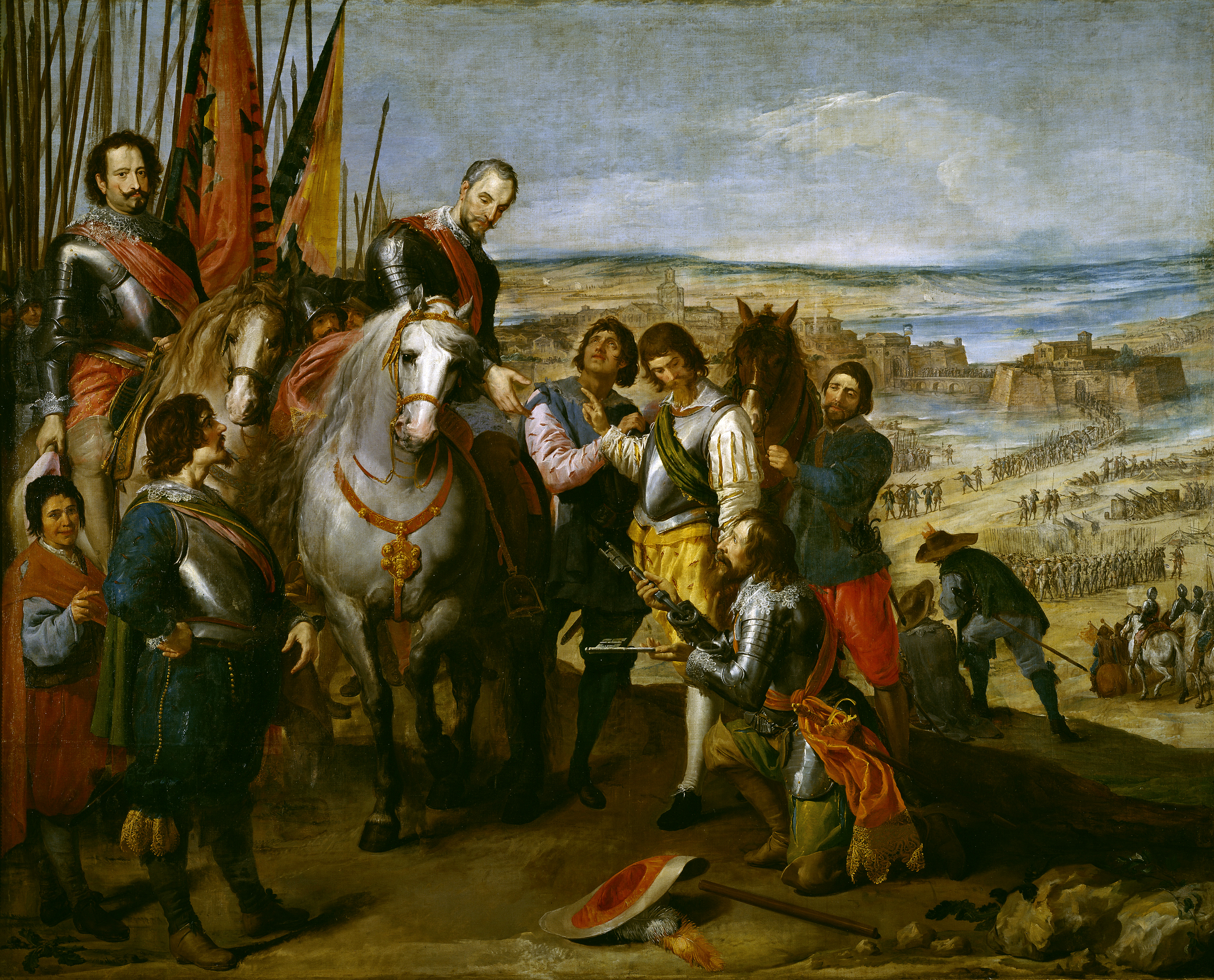
Jusepe Leonardo, La resa di Juliers, Museo del Prado, Madrid, 1636

Jusepe Leonardo (noto anche come José Leonardo; Calatayud, 1601 – Saragozza, 1652) è stato un pittore spagnolo dell'epoca barocca, attivo, durante la sua maturità, alla corte di Madrid.

## Biografia
Leonardo fu allievo di Eugenio Caxés. Studiò con Pedro de las Cuevas e divenne noto per i suoi dipinti sulle battaglie. Fu pittore del re ed eseguì opere destinate al palazzo del Buon Ritiro che gli conferirono la celebrità; tra le altre La resa di Juliers (Juliers è il nome francese di Jülich) e Marcia delle truppe del duca di Feria su Acqui. Esiste anche un ritratto di Alarico re dei Goti nella collezione reale.
Leonardo fu uno degli artisti che contribuirono alla decorazione dell'Real Alcázar di Madrid, restaurato da Filippo IV di Spagna. Félix Castello e Leonardo dipinsero le volte della sagrestia della cappella reale. Non riuscì a terminare il reliquiario della stessa cappella, nel 1648, terminato da un altro pittore. Sembra sia diventato alcolista e demente, morendo a Saragozza. I suoi nemici vennero accusati di averlo avvelenato.